# (5007) Keay
(5007) Keay (1990 UH2) est un astéroïde de la ceinture principale, découvert le 20 octobre 1990 par l'astronome australien Robert H. McNaught à l'Observatoire de Siding Spring.